# مانفريد فاغنر
مانفريد فاغنر (بالألمانية: Manfred Wagner)‏ (31 أغسطس 1938 ميونخ ألمانيا - 10 فبراير 2015 ميونخ ألمانيا) هو لاعب كرة قدم ألماني سابق كان يلعب كلاعب وسط.

## روابط خارجية
- مانفريد فاغنر على موقع قاعدة بيانات كرة القدم.إي يو (الإنجليزية)
- مانفريد فاغنر على موقع بيانات كرة القدم. دي إي (الألمانية)
- مانفريد فاغنر على موقع عالم كرة القدم.نت (الإنجليزية)